# Hanasaka Jiisan

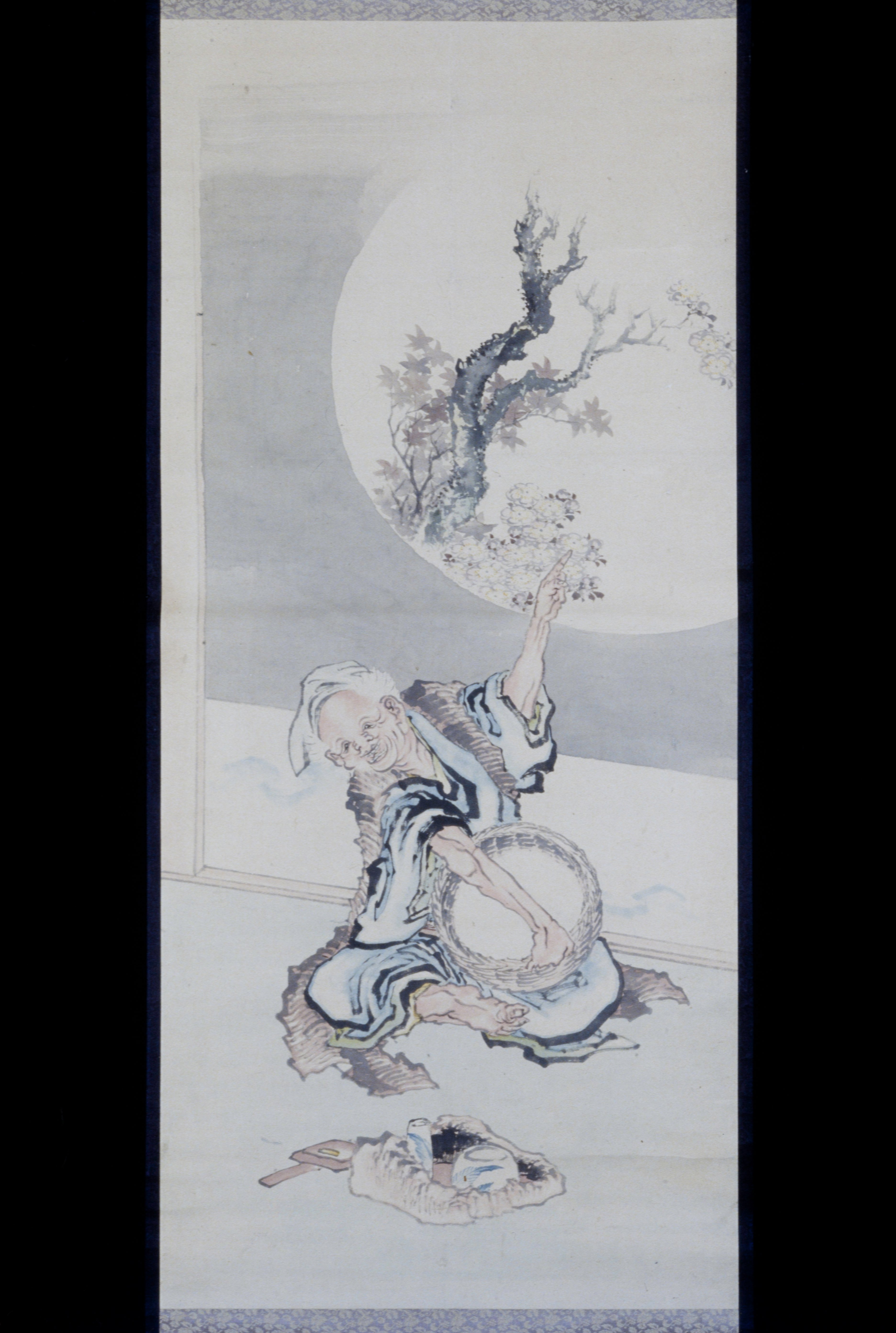
Hanasaka Jiji, pintura de Katsushika Hokusai (Instituto de Arte de Minneapolis)

Hanasaka Jiisan (花咲か爺さん?), también llamado Hanasaka Jiijii (花咲か爺?), es un cuento de hadas japonés. Algernon Bertram Freeman-Mitford lo editó en Cuentos del viejo Japón bajo el nombre de La historia del anciano que hizo que los árboles marchitos florezcan. Rev. David Thomson lo tradujo como The Old Man Who Made the Dead Trees Blossom(El Viejo que Hizo que los Árboles Muertos Florezcan) para la serie de cuentos de hadas japoneses de Hasegawa Takejirō en 1885. Andrew Lang lo incluyó como  "The Envious Neighbor(El Vecino Envidioso", en The Violet Fairy Book, listando sus fuentes como Japanische Marchen.

## Argumento
Una pareja de ancianos sin hijos amaba a su perro. Un día, este escarbó en el jardín y encontraron una caja de monedas de oro. Un vecino pensó que el perro debería ser capaz de encontrar tesoros y consiguió que le presten el perro. Sin embargo, cuando excavó en su jardín había solo huesos y, furioso, asesinó al perro. El vecino le dijo a la pareja que el perro simplemente se había caído muerto. Lo lloraron y enterraron bajo la higuera donde habían encontrado el tesoro. Una noche, el dueño del perro soñó que el can le decía que corte el árbol y haga un mortero con él. El anciano le contó esto a su esposa, quién le contestó que deberían hacer lo que el perro pedía. Cuando lo hicieron, el arroz puesto en el mortero se volvió oro. El vecino lo tomó prestado, pero el arroz se convirtió en fresas con olor a podrido, tras lo cual él y su esposa aplastaron y quemaron el mortero.
Esa noche en un sueño, el perro le dijo a su dueño que tome las cenizas y las esparza sobre ciertos árboles de cereza. Cuando lo hizo, los árboles florecieron y el daimyō (señor feudal) pasando por ahí, se maravilló y le dio muchos obsequios. El vecino intentó hacer lo mismo, pero las cenizas volaron hacia los ojos del daimyō y este ordenó que lo enviasen a prisión. Al salir, la gente de su aldea no le permitieron vivir más allí, y desde entonces el vecino no pudo encontrar de nuevo un hogar debido a sus crueles costumbres.